# Адам Гонтьє
Адам Вейд Гонтьє (англ. Adam Wade Gontier; 25 травня 1978, Пітерборо, Онтаріо, Канада) — канадський співак, музикант та автор пісень. Вокаліст та ритм-гітарист гурту Three Days Grace, а також супергурту Saint Asonia та проекту Diviidedby.

## Біографія

### 1979-1997: Дитинство й юність
Має молодшу сестру Кейтлін і молодшого брата Крістіана. Його мама, Патриція Даффі, – піаністка. З раннього дитинства у Адама проявилась сильна пристрасть до музики. З шести років він почав грати на гітарі. В дванадцять років хлопець почав ходити з Патрицею по різним кафе, барам та ресторанам, де спостерігав мамину гру. Джефф Баклей, гурти «The Beatles», «Alice in Chains», «Nirvana», «Sunny Day Real Estate», «Pearl Jam» і мама Адама – посіли найголовніше місце в музичному впливі на талановитого поета-співака.
Навчаючись у 9 класі в 1992 році, Адам познайомився з Нілом Сандерсоном, Бредом Уолстом, Філом Сровом і Джої Грантом. Хлопці знайшли спільні інтереси в музиці і створили свій власний гурт під назвою Groundswel. Невдовзі Адам і Ніл переїхали до Норвуду, що знаходився біля Пітерборо. В 1995 Адам (вокал, акустична гітара), Ніл (барабани), Бред (бас-гітара), Філ (електрогітара) і Джої (електро-гітара) випустили дебютний альбом «Wave Of Popular Feeling». Восени 1995 року Філ і Джої залишили гурт і він розпався. В 1996 році Адам почав зустрічатися з Наомі Фейф Брівер, яка через 9 років стала його дружиною.

### 1997-2003:Створення Three Days Grace
В 1997 році Адам, Ніл і Бред об'єдналися в новий гурт – Three Days Grace, і повернулися в Пітерборо. Вони виступали в різних барах, кафе і навіть на весіллях. В одному з інтерв'ю Адам розповів, що виступав на відкритті одного бару під назвою «Sidewinders», але перед цим йому довелося пропрацювати там барменом цілий тиждень. В кінці 1997 року учасники гурту перебралися в Торонто, Канада. Невдовзі з ними зв'язався відомий продюсер Гевін Браун і запропонував попрацювати разом. Створивши майбутній гучний хіт «I Hate Everything About You», гурт підписав контракт з лейблом Jive Records. В 2000 році Three Days Grace випустив міні-альбом «Three Days Grace (Demos)», що включав у себе чотири пісні.

### 2003-2005: Реліз дебютного альбому
Почавши професійну музичну кар'єру, гурт перебрався до Лонг В'ю Фарм в Північному Брукфілді, Массачусетс, США. Працюючи над альбом, хлопці відвідали багато міст і студій. Вони закінчили записувати альбом в березні 2003 року в Вудстоку, Нью-Йорк, США. 14 липня 2003 року вийшов перший сингл альбому – «I Hate Everything About You», який став одним із найкращих хітів гурту. 22 липня 2003 відбувся офіційний реліз дебютного альбому «Three Days Grace». Невдовзі до гурту приєднався Баррі Сток, що грає на електро-гітарі і до тепер. Працю гурту оцінило багато людей і Three Days Grace здобув багато фанів. Справи гурту пішли вгору, вони випустили ще два сингли – «Just Like You» і «Home». Three Days Grace проводив багато концертів не тільки в Канаді і США, а й навіть відвідав Ріо-де-Жанейро, Бразилія. Проте під час турне учасники гурту стали все менше і менше проводити час один з одним. Вони захопились «зірковим життям» і забули про свої дружні стосунки. Найбільше перепало Адаму, що став наркозалежним.

### 2005-2006: Наркозалежність та одруження
Проте Адаму вдалося вчасно усвідомити свою проблему і він відмовився від наркотиків. На допомогу йому прийшли Ніл, Бред і Баррі, а також його дівчина Наомі. В 2005 Адам і Наомі одружились. Невдовзі подружжя завело собаку на ім’я Мейбел, який став для них першою дитиною. В цьому ж році Адам пройшов реабілітаційний курс в Центрі залежності і психічного здоров'я. В цей нелегкий період життя Адам почав писати пісні для другого альбому гурту. Перебуваючи в реабілітаційному центрі, він написав «Pain», «Animal I Have Become», «Get Out Alive», «Over and Over» і «Gone Forever». Закінчивши курс лікування, Адам організував для інших пацієнтів міні-концерт. Його перебування в центрі було знято для документального фільму «Behind The Pain», реліз якого відбувся в 2007 році.

### 2006-2008: Реліз другого альбому та співпраця з Apocalyptica
13 червня 2006 вийшов другий альбому гурту Three Days Grace – «One-X». Альбом показав гурт у новому вигляді і став для Адама дуже особистим. Чотири пісні альбому стали синглами, причому доволі успішними: «Animal I Have Become», «Pain», «Never Too Late» і «Riot». В 2007 році Адам взяв участь у написанні пісні «I Don't Care», яка увійшла до альбому легендарного фінського гурту Apocalyptica – «Worlds Collide», і стала доволі успішним синглом. В 2007 році разом з членами гурту Apocalyptica Адам знявся у кліпі до цієї пісні. В серпні 2008 року Three Days Grace випустив свій перший DVD з концертом в Детройті, Мічиган, США.

### 2008-2010: Реліз третього альбому та робота з Daughtry та Art Of Dying
З 2008 по 2009 гурт займався створенням пісень для свого третього альбому «Life Starts Now», який вийшов 22 вересня 2009 року. Синглами альбому стали чотири пісні: «Break», «The Good Life», «World So Cold» і «Lost In You». По двом перший синглам, «Break» та «The Good Life», були зняті кліпи. В 2009 році Адам написав пісню «Back Again» для американського рок-гурту Daughtry, яку записав соліст гурту – Кріс Дотрі. Пісня так і не увійшла до альбому офіційно, проте потрапила на Б-сторону синглу «No Surprise». В 2010 році Адам взяв участь у записі пісні «Raining» з вокалістом канадського рок-гурту Art Of Dying – Джонні Хезерінгтоном, для другого альбому гурту – «Vices and Virtues». Бас-гітарист цього гурту, Кейл Гонтьє, – кузен Адама.

### 2010-2013: Реліз четвертого альбому
В своєму турне по Канаді та США в 2010-2011 роках гурт почав створення пісень до свого четвертого альбому. Протягом двох років не з'являлося майже ніякої інформації щодо четвертого альбому, окрім того, що його продюсером є Дон Гілмор. Нарешті, 13 травня 2012 року на офіційній сторінці Three Days Grace на Facebook Адам написав, що «записи пісень майже завершені, але анонсувати дату релізу альбому ще рано». Трохи менше, ніж через місяць, 5 червня, гурт оголосив назву і дату релізу альбому – «Transit of Venus», що вийде 2 жовтня 2012 року. Синглами альбому стали пісні «Chalk Outline», «The High Road» і «Misery Loves My Company»
9 січня 2013 року покинув Three Days Grace. Причини виходу з Three Days Grace він написав на своїй сторінці в Facebook:
|  | Я пишу це для всіх шанувальників, друзів, близьких – ці слова йдуть прямо з мого серця. Перш за все, хочу пояснити, що мої проблеми зі здоров'ям ніяк не пов'язані з наркозалежністю. Ця сторінка мого життя перегорнута, зараз я чистий… Той час, який я провів з Three Days Grace, можливо, є найщасливішим у моєму житті. Я познайомився з такою кількістю хороших людей. Вони подарували мені стільки любові, що це назавжди змінило моє життя. Я це завжди буду пам'ятати і ніколи не забуду… Після 20 років у гурті, я вирішив відтепер діяти тільки згідно зі своїми правилами. Життя змінюється, і тепер я буду слухати внутрішній голос і робити те, що хочу. Не знаю, що чекає мене попереду… Коли нічого невідомо, можливо все. |

2024: ПОВЕРНЕННЯ ДО THREE DAYS GRACE
3 жовтня 2024 стало відомо, що Адам офіційно повернувся до Three Days Grace: 
«Я відчуваю, що все пройшло гладко — краще, ніж ми очікували. Ми ніби повернулись і продовжили з того місця, де зупинились. Ми так довго були друзями, що це цілком природньо знову зібратися разом», — прокоментував Адам. 
Разом гурт анонсував виступи на фестивалях та у якості спеціальних гостей приєднались до туру з гуртом Disturbed.

## Сольна кар'єра
До Адама приєднався співак Мартін Секстон під час його «Fall Like Rain» туру в 2012 році, забезпечуючи підтримку в якості сольного виконавця. Адам також приєднався до Citizen Cope на декількох шоу, як сольний виконавець.
Гонтьє продовжував давати концерти в якості сольного виконавця. Кілька пісень були випущені, але не в якості синглів, таких як «Heavy», «Take Me With You», «Too Drunk to Drive», (написана з Casey Marshall), «Until the End», «No Regrets »,« A Beast in Me (Over and Over It Turns on Me) », « We Will Never Forget » тощо. До цього Гонтьє виступав із сольними піснями «I Will Stay», «Try to Catch Up With the World» і «Lost Your Shot» в 2011 та 2012.
У січні 2013 року в інтерв'ю Loudwire, Адам заявив що працює над сольним альбомом і висловив надію, що випустить його коли-небудь в найближчому майбутньому (в кінці 2013 - початку 2014 року).
На початку березня 2013 року, Гонтьє публічно оголосив про початок свого Adam Gontier Solo Live Tour. Група складається з давніх друзів дитинства Гонтьє Томасом RC Гарднером на бас-гітарі, Річом Беддо на барабанах та перкусії, і дядьком Гонтьє, Томом Даффі, колишнім його наставником протягом усього життя, на соло гітарі.
Адам та його група виконали свій перший концерт 17 квітня 2013 Оклахома-Сіті в рамках Ink Life Tour.
11 травня 2013 року, Гонтьє випустив офіційну акустичну версію і відео на пісню «Give Me a Reason» з альбому «Transit of Venus», яка нібито буде його останньою роботою, у якості вокаліста Three Days Grace. У 2014 Адам підписав контракт з Sludge Factory Records.

## Saint Asonia
У травні 2015 стало відомо, що Адам Гонтьє зібрав нову групу під назвою Saint Asonia, в яку, крім самого Адама, увійшли: Річ Беддо (англ. Rich Beddoe) з Finger Eleven, Корі Ловері (Лауері) (англ. Corey Lowery) з Eye Empire і Майк Мьюшак (англ. Mike Mushok) з Staind. 15 травня відбувся реліз першого (дебютного) синглу під назвою «Better Place». 16 травня новостворена Saint Asonia виступила на сцені фестивалю Rock On The Range в ролі спеціального гостя.
Альбом нової групи Saint Asonia вийшов 31 липня 2015 року. Також 31 липня 2015 року група випустила кліп на сингл «Better place». 29 червня 2017 року вийшов кліп на пісню «Fairy Tale». Крім того, у червні 2017 року стало відомо, що Річ Беддо залишає групу. Зараз група працює над другим альбомом.

## Особисте життя
У 2004 Гонтьє одружився із Наомі Фейт Брюер. Пара подала на розлучення у 2013.
У березні 2015 Гонтьє одружився із Джині Марі Ларсен. У серпні 2017 у пари народився син Ашер Вейд Гонтьє, а у квітні 2021 - донька Еверетт Аделін Гонтьє.

## Дискографія
Three Days Grace
- Three Days Grace (2003)
- One-X (2006)
- Life Starts Now (2009)
- Transit of Venus (2012)

Saint Asonia
- Saint Asonia (2015)